# Bárbara Fazio
Bárbara Fazio Durst (São Paulo, 3 de fevereiro de 1929 – São Paulo, 23 de março de 2019) foi uma atriz brasileira.
Foi casada com Walter George Durst, com quem teve dois filhos (Marcelo Durst e Ella).

## Filmografia

### Cinema
| Ano  | Título                   | Personagem           |
| ---- | ------------------------ | -------------------- |
| 1994 | O Relógio do Hospital    | Senhora              |
| 1992 | O Vigilante              | Mãe da noiva         |
| 1983 | Doce Delírio             | Júlia                |
| 1978 | Meus Homens, Meus Amores | Mãe de Miriam        |
| 1978 | Damas do Prazer          | Cora                 |
| 1978 | As Três Mortes de Solano | Dona de Antiquário   |
| 1971 | Um Anjo Mau              | Irmã de Mário Afonso |
| 1971 | A Herança                | Gertrudes            |
| 1970 | As Gatinhas              | Eliza                |
| 1969 | Adultério à Brasileira   | A Amiga              |
| 1959 | Fronteiras do Inferno    | Miriam               |
| 1956 | O Sobrado                | Ismália Caré         |
| 1955 | Senhora                  | Adelaide Amaral      |
| 1954 | Floradas na Serra        | —                    |

### Televisão
| Ano       | Título                    | Personagem                      | Emissora      |
| --------- | ------------------------- | ------------------------------- | ------------- |
| 1997      | Os Ossos do Barão         | Ismália                         | SBT           |
| 1995      | Tocaia Grande             | Baronesa Maria Claude de Itauçu | Rede Manchete |
| 1992      | Despedida de Solteiro     | Regina                          | Rede Globo    |
| 1987      | Brega & Chique            | Bianca                          | Rede Globo    |
| 1986      | Memórias de um Gigolô     | Dona Lola                       | Rede Globo    |
| 1984      | Meus Filhos, Minha Vida   | Flora                           | SBT           |
| 1984      | Anarquistas Graças a Deus | Ada                             | Rede Globo    |
| 1982      | A Filha do Silêncio       | Cândida                         | Band          |
| 1981      | Terras do Sem-Fim         | Vampireza                       | Rede Globo    |
| 1980      | Coração Alado             | Silvana                         | Rede Globo    |
| 1969      | O Feijão e o Sonho        | Maria Rosa                      | TV Cultura    |
| 1956      | Grande Teatro Tupi        | Vários Personagens              | TV Tupi       |
| 1954-1955 | Capitão 7                 | Mocinha                         | TV Record     |
| 1953-1964 | TV de Vanguarda           | Vários Personagens              | TV Tupi       |

## No Teatro[5]
- 1985 - Nem Todo Ovo é De Colombo
- 1984 - O Marinheiro
- 1977 - O Hospede Inesperado
- 1955 - À Margem da Vida
- 1955 - Não Se Sabe Como
- 1955 - Escrever sobre Mulheres

## Prêmios e indicações
- Troféu APCA

1984 - Vencedora, melhor atriz por Doce Delírio
1978 - Vencedora, melhor atriz por As Três Mortes de Solano